# 苏盈之
苏盈之（1985年10月26日—），是一名马来西亚著名演员、主持人、歌手。她擁有英國的法律學士、澳洲的工商管理碩士。2008年她當選馬來西亞世界小姐冠軍。以美姐身分進軍歌壇還有演藝圈。2012年因美食真人秀MasterChef爆紅，並且榮獲“甜點王后”的美譽。同年在台灣發行國語唱片反應熱烈，也被台灣媒體譽為“新一代偶像劇OST女王”。2013年连续两年被好萊塢評選為“世界100最美臉孔”。2015年順利主辦個人演唱會。同年也獲得馬來西亞娛協獎最大獎項“傳媒推薦大獎”。同年也因電視劇“我的男友不是人”創下全年最高收視率並且獲得所有的獎項包裹-最受歡迎女演員、最受歡迎螢幕情侶、最受歡迎電視劇，還有最受歡迎電視劇主題曲。兼顧娛樂事業之外，也苦讀6年的博士，並於2016年取得大馬開放大學"工商管理網路策略"博士學位，也創下馬來西亞紀錄，成了第一位考獲博士的選美小姐。同時也在2016年獲得馬來西亞十大傑出青年獎。在事業頂峰時，2017年獲得世界著名音樂學院伯克利錄取進修第二個音樂與科技製作碩士。在事業高峰時，把公司關掉，放棄一切去國外創夢。2018年開始邊在國外上課，边在马来西亚工作，也邊到中國上節目，并被中國媒體譽為 “馬來西亞最美博士”。第二個碩士畢業後，也再次獲得伯克利“碩士後”的榮譽。2019年順利畢業，同年她创下兩個馬來西亞紀錄，成为考獲最多文憑的歌手還有選美小姐。2020年她被西班牙頂級的藝術大學錄取去進修她的第二個藝術製作博士。

## 生平簡介
2008年，在世界小姐选美会，自弹自唱这首创作曲《Beauty with a Purpose》，同時還表演了演出中《变脸》表演，之後轉戰華語樂壇，有多首歌曲成為偶像劇主題曲，如歌曲《幸福就好》和《過得去》分別為三立電視《我租了一個情人》的片尾曲和插曲；《不應該勇敢》為三立電視《美味的想念》片尾曲。在馬來西亞和台灣，發過8張唱片并參與電視和電影演出，在馬來西亞，因為參加烹飪節目《我要做廚神》（Master Chef）而爆紅。
2014年，因為在臉書解答戀愛和男女間難題，被稱“女版張兆志”。
2015年，获得马来西亚的 ”传媒推荐“ 大奖， 还有年度最佳女歌手金奖。此外同一年，她也获得年度最受欢迎女演员奖，也曾被好萊塢當選為2013年《全球100大美女》也是第一位馬來西亞人打入這個排行榜，曾當選為2008年與2009年的世界马来西亚小姐冠军
2016年，苦讀6年的工商管理博士正式畢業，除了考到博士，她也獲得馬來西亞紀錄 第一位獲得博士學位的“大馬世界小姐”，同年她也獲得2016年《馬來西亞十大傑出青年奖》。
2017年，苏盈之当激励讲师，将先暂停娱乐事业。
2017年，為了突破還有不斷學習，苏盈之在事业顶峰时放下所有一切，把公司關掉，苏盈之获得世界著名音乐学院，伯克利的录取去进修她的第二个音乐制作与科技硕士。
2018年，苏盈之顺利毕业也获得学校奖学金去进修 ”硕士后“。同时也边工作，边念书，边飞中国上节目。更被中國媒體譽為“馬來西亞最美女博士”。
2019年，苏盈之再次毕业， 同年她获得 得馬來西亞紀錄考獲最多文憑的選美小姐還有歌手。
2020年，蘇盈之獲得西班牙頂級的藝術大學入取，進修第二個藝術與製作博士。
2020年，蘇盈之凱旋回歸馬來西亞，以製作人還有藝人身分，為馬來西亞“天后宮”擔任文化宣傳大使，以及為“天后宮”製作第一個網路短片。
另外，苏盈之也在同年上马来西亚网路节目Be Our Guest和熹游记。年末回西班牙繼續進修
2022年，蘇盈之被任命为 Universiti Teknologi MARA 的副教授。 马来西亚纪录大全授予她“第一位被任命为副教授的马来西亚世界小姐”。 同年7月还发行了三语单曲-Como Esta。
2022年，蘇盈之被任命为 Universiti Teknologi MARA 的副教授。 马来西亚纪录大全授予她“第一位被任命为副教授的马来西亚世界小姐”。 同年7月还发行了三语单曲-Como Esta。
2023年，蘇盈之被任命为 Multimedia University 的副教授。 同年還擔任Astro Originals “詐騙女皇” 連續劇的女主角，同時也是主題曲以及插曲的製作人還有唱作歌手。主題曲“詐”聯合5國音樂人一起炮製不一樣的音樂，片尾曲“幸福還好” 更加登上Spotify “K歌冠軍”。詐騙女皇的收視率也破了同期在國內外的劇，更加創下Astro On Demand 有史以來最高收視率。
2024年，蘇盈之第一次擔任國家電視台的春晚主持人。同年也參與馬來版本的蒙面歌王，人氣不斷高漲，這年她也積極付出馬來市場，並發行單曲 “Buaya“，在YouTube 和 Spotify 獲得非常好的成績。同年，蘇盈之也被受邀請去北京擔任”馬來西亞與中國的50週年慶“的主持人還有表演嘉賓。

## 個人生活
目前还是单身

## 專輯
- 2009年-《Soo Wincci & 蘇盈之》
- 2010年－《盈光》
- 2011年－《在我心上》
- 2012年-《幸福就好》
- 2013年－《Su Wincci》（馬來語專輯）
- 2014年-《苏盈之 同名专辑》
- 2015年-《我的男友不是人》电视原声带  《愛心樹遍人間》單曲[6]
- 2016年-《分手的慶功》單曲
- 2017年-《I Am X A Loser》單曲
- 2018年-《We Are Inwinccible》畢業單曲
- 2019年-《Cut Away》四語單曲
- 2022年-《Como Esta》三語單曲

## 電視劇
| '首播  | 频道'       | 剧名           | 角色                   | 性質       |
| 2010年 | ntv7        | 血蝴蝶         | 汪舜颐                 | 第三女主角 |
| 2011年 | ntv7        | 断掌的女人     | 胡慧瑩                 | 女配角     |
| 2012年 | ntv7,新传媒 | 庭外和解       | 梁倩怡                 | 第三女主角 |
| 2013年 | 台视        | 逆光青春       | 陆辰风前上司           | 特别客串   |
| 2015年 | ntv7        | 我的男友不是人 | 周玮琪（Queenie Chew） | 第一女主角 |
| 2016年 | 网络剧      | 茉莉威龙       | 韩董事长               | 第一女主角 |
| 2016年 | ntv7        | 美丽新世界     | 秀红                   | 单元女主角 |
| 2017年 | ntv7        | 真心不怕输     | 鲁真心                 | 第一女主角 |
| 2023年 | Astro AEC   | 詐騙女皇       | 許芳華                 | 第一女主角 |

## 搭配電視劇歌曲
- 2012年《幸福就好》（三立華劇《我租了一個情人》片尾曲）
- 2012年《過得去》（三立華劇《我租了一個情人》微電影曲）
- 2013年《不應該勇敢》（三立華劇《美味的想念》片尾曲）
- 2013年《傲慢與偏見》（三立華劇《美味的想念》插曲）
- 2014年 《別客氣》（三立華劇《22K夢想高飛》片尾曲）
- 2014年 《找麻煩》 （三立華劇《22K夢想高飛》插曲）
- 2014年 《幸福滿滿 feat.陳曉東》（三立華劇《22K夢想高飛》插曲）
- 2015年 《超自然现象》（ntv7《我的男友不是人》片头曲）
- 2015年 《如果你还放不下》（ntv7《我的男友不是人》片尾曲）
- 2015年 《起风》（ntv7《我的男友不是人》插曲）
- 2016年 《祝你幸福》（中国剧《长在面包树上的女人》插曲）
- 2017年 《I am x a loser 》（Ntv7 《真心不怕输》主题曲）
- 2017年 《分手的庆功》（Ntv7 《真心不怕输》片尾曲）

## 奖项
- 2008年  马来西亚世界小姐 冠军 & 最佳才艺
- 2008年  世界小姐 （最佳才藝環節 （世界19強）最佳模特兒環節 （世界32強）
- 2012年  one FM ntv7 勁爆30排行榜年度總選 《傳媒推薦最HIT本地歌手獎》
- 2012年  金視獎 《最佳新晉演員》( 5強 )
- 2012年  金視獎 《最受歡迎女演員》( 10強 )
- 2012年  Redbox 20 大K歌獎
- 2013年 第一位大馬藝人被好萊塢 independentcritics 選為 “全球百大漂亮臉孔” （全球第91名）
- 2013年 全球流行音樂金榜 （最佳偶像劇歌曲）
- 2013年 Neway K 歌頒獎典禮 （最受歡迎女歌手 （銅獎） & 十大金曲）
- 2013年 MY Astro 至尊大躍進女歌手 （大馬）（得獎）
- 2013年 Bella Awards 最佳舞台表現藝人 （5 強）
- 2013年 Master Chef Celebrity  （5 強）
- 2014年 Master Chef All Stars （4 強）
- 2015年 娛協獎《傳媒大獎》
- 2015年 ntv7 年度網路投選 《最受歡迎女演員》，《最受歡迎電視劇》，《最受歡迎電視劇主題曲》
- 2016年 Neway 最佳女歌手 （金獎）
- 2016年 馬來西亞紀錄《第一位考得博士學位的大馬世界小姐》
- 2016年 馬來西亞十大傑出青年獎
- 2017年 Neway 最佳女歌手 （金獎）
- 2019年 馬來西亞紀錄《考得最多學位的大馬世界小姐》
- 2019年 馬來西亞紀錄《考得最多學位的歌手》
- 2022年 馬來西亞紀錄《第一位馬來西亞世界小姐獲委任為副教授》

## 外部連結
- Dr Soo Wincci 蘇盈之的新浪微博
- Dr Soo Wincci 蘇盈之的Facebook專頁
- Dr Soo Wincci 蘇盈之的Instagram帳戶
- YouTube上的Dr Soo Wincci 蘇盈之頻道
- Dr Soo Wincci 蘇盈之的X（前Twitter）